# The Band's Visit (musical)
The Band's Visit és un musical amb música i lletres de David Yazbek i un llibre d'Itamar Moses, basat en la pel·lícula israeliana del mateix nom del 2007. El musical es va estrenar a Broadway a l'Ethel Barrymore Theatre el novembre de 2017, després de la seva estrena a l'Atlantic Theatre Company de l'off-Broadway el desembre de 2016.
The Band's Visit ha rebut elogis de la crítica. La seva producció off-Broadway va guanyar diversos premis importants, inclòs el Premi Obie de teatre musical del 2017, així com el premi New York Drama Critics 'Circle al millor musical de l'any. Als 72è Premis Tony, va ser nominat a 11 premis i en va guanyar 10, inclòs el de millor musical. The Band's Visit és un dels quatre musicals de la història de Broadway que va guanyar els premis Tony "Big Six" no oficials, que inclouen millor musical, millor llibret, millor partitura, millor actor protagonista de musical, millor actriu protagonista de musical i millor direcció de musical. Va guanyar el premi Grammy al millor àlbum de teatre musical 2019.

## Produccions
| Producció        | Lloc / ubicació                   | Primera prèvia         | Nit d'estrena         | Nit de cloenda     | Notes                                        |
| ---------------- | --------------------------------- | ---------------------- | --------------------- | ------------------ | -------------------------------------------- |
| Off-Broadway     | Atlantic Theater Company          | 11 de novembre de 2016 | 8 de desembre de 2016 | 8 de gener de 2017 | Producció de debut                           |
| Broadway         | Ethel Barrymore Theater           | 7 d'octubre de 2017    | 9 de novembre de 2017 | 7 d'abril de 2019  |                                              |
| 1a gira nacional | Providence Performing Arts Center | n/a                    | 25 de juny de 2019    | ---                |                                              |
| Manila           | Carlos P. Romulo Auditorium       | 10 de març de 2020     | 13 de març de 2020    | 29 de març de 2020 | Primera producció internacional i no rèplica |

La producció original es va estrenar a l'Off Broadway, amb prèvies al Atlantic Theater Company des de l'11 de novembre de 2016, es va estrenar oficialment el 8 de desembre de 2016 i es va tancar el 8 de gener de 2017. El musical es va desenvolupar i produir amb el suport de la National Endowment per a les arts, la Fundació Laurents / Hatcher i el Fons nacional per a nous musicals de l'Aliança Nacional per al Teatre Musical. Harold Prince havia de dirigir-la, però es va retirar a causa de problemes d'agenda. Va ser substituït per David Cromer, amb coreografies de Patrick McCollum, moviment de Lee Sher, i protagonitzat per Tony Shalhoub, Katrina Lenk, i John Cariani.
El musical va començar les seves prèvies a Broadway el 7 d'octubre de 2017 al Ethel Barrymore Theatre abans de l'estrena oficial el 9 de novembre de 2017.
El 10 de setembre de 2018, els productors van anunciar que havien recuperat el seu cost de capitalització de 8,75 milions de dòlars.
La producció de Broadway es va tancar el 7 d'abril de 2019 després de 589 representacions habituals i 36 prèvies.
El musical va començar la seva primera gira nacional al Providence Performing Arts Center de Providence, Rhode Island, el 25 de juny de 2019. La gira tindrà 27 parades a tota Amèrica del Nord.
El musical va tenir l'estrena internacional a les Filipines. L'espectacle estava previst que s'inaugurés el 13 de març de 2020 i se suposava que realitzaria 16 actuacions a l'Auditori Carlos P. Romulo fins al 29 de març, però l'espectacle es va cancel·lar abans del seu dia d'obertura a causa de la pandèmia del COVID-19. L'espectacle compta amb Menchu Lauchengco-Yulo, Rody Vera, Nino Alejandro, Reb Atadero, Steven Conde, Maronne Cruz, Rhenwyn Gabalonzo, Jep Go, Leanne Mamonong, Jill Peña, Bibo Reyes, Dean Rosen i Floyd Tena.

## Sinopsi
El 1996, l'Orquestra de Policia Cerimonial d'Alexandria, acabada d'arribar a Israel, espera a l'estació central d'autobusos de Tel-Aviv. Esperen ser rebuts per un representant d'una organització cultural àrab local, però ningú no es presenta. El líder del grup, el tranquil coronel Tewfiq Zakaria, decideix finalment que el grup agafarà l'autobús i instruirà al jove i aventurer oficial, Haled, que compri els bitllets d'autobús del grup. A la taquilla, Haled demana al secretari un bitllet per a la ciutat de Petah Tikvah, però a causa del seu accent egipci, ella l'entén malament i li ven bitllets a la ciutat aïllada del desert de "Bet Hatikva".
L'escena es trasllada a Bet Hatikva, on els residents es lamenten de les vides avorrides i monòtones que porten al desert ("Waiting"). Quan la banda arriba a Bet Hatikva, s'apropen a dos treballadors del cafè, Papi i Itzik, per demanar indicacions al centre cultural àrab per a la seva actuació l'endemà. No saben qui són aquests homes i sobre què pregunten, i van a la mestressa del cafè, una dona carismàtica anomenada Dina. Tewfiq torna a demanar indicacions cap al centre cultural abans que Dina s'adoni que creu que es tracta de Petah Tikvah i explica que aquest és el lloc equivocat i que deuen haver agafat l'autobús equivocat ("Welcome to Nowhere"). Dina li diu al grup que el següent autobús no arriba fins al dia següent. Un dels membres de la banda busca un telèfon per contactar amb l'ambaixada egípcia, però la Dina li diu que l'únic telèfon de pagament de la ciutat està vigilat, cada nit, per un home que espera obsessivament que la seva xicota el truqui, tot i que han passat mesos. Dina ofereix a la banda un àpat i un lloc per passar la nit, i Tewfiq accepta a contracor. A la seva cuina, Tewfiq li pregunta sobre els seus antecedents i li explica com havia estat casada i no va passar res a la vida real com havia pensat de manera idealista i ingènua ("It Is What It Is"). Ella li pregunta a Tewfiq el mateix, i ell parla d'una dona i un fill a Egipte.
Mentrestant, Itzik permet al membre del grup Simon quedar-se amb ell, la seva dona, el seu bebè i el seu sogre, Avrum. Durant el sopar, Simon pregunta què va passar amb l'esposa d'Avrum, i aquest diu que va morir. Quan Simon li pregunta quan va morir, ell és silenciat; Avrum diu que és saludable que en parli. Explica la història de com va conèixer la seva dona fa molts anys en un club i recorda com la música havia estat la base de tota la seva relació. Itzik i Simon estan tocats per la història, però l'esposa d'Itzik continua menjant en silenci, evitant tota interacció durant el menjar ("The Beat of Your Heart").
Aquella nit, tothom fa plans per sortir. Papi és convidat a una cita doble amb el seu amor, però pateix ansietat per sortir amb ella. Etiquetes reduïdes. Dina s'ofereix a mostrar a Tewfiq els voltant de Bet Hatikva, que de nou es resisteix a acceptar. Al sopar, Dina pregunta a Tewfiq sobre quin estil de música toca la seva banda. Després d'afirmar que s'adhereixen a la música àrab tradicional, ella esmenta com de petita escoltava música a les estacions de ràdio egípcies, com Umm Kulthum, i pel·lícules protagonitzades per Omar Sharif. Tewfiq cita una de les pel·lícules en qüestió i es relacionen amb els records compartits ("Omar Sharif").
A la pista de patinatge sobre rodes, Haled observa de lluny mentre Papi continua ignorant el seu enamorament i el seu maldestre patinatge. Després que Papi desaprofiti un breu altercat entre Haled i un dels guàrdies de la pista, Papi explica les seves angoixes romàntiques a Haled ("Papi Hears the Ocean"). Després de provocar accidentalment que el seu enamorament rellisqui sobre els seus patins i caigui, Papi torna a quedar petrificada. Haled ajuda a augmentar la confiança de Papi, cosa que fa que Papi i el seu enamorat s'abracen finalment ("Haled's Song About Love").
Després del sopar, Dina porta Tewfiq a "The Park", que és només un banc al bell mig de Bet Hatikva. Ella li pregunta com és tenir una orquestra i tocar música per a la gent. Inicialment tartamudeja, però després que ella li demani que canti, ell comença a mostrar-li com és ser director d'orquestra, deixant-li imitar els moviments del braç mentre canta ("Itgara'a"). Tot i no ser capaç d'entendre les seves lletres àrabs, ella queda fascinada per ell i es pregunta si la seva visita a Bet Hatikva la va significar el destí ("Something Different").
Itzik canta al seu fill per dormir-lo ("Itzik's Lullaby"), però frustrada per la seva falta d'ambició a la vida, la seva dona se'n va. Simon està preocupat inicialment, però Itzik li diu que això passa sovint i ella sempre torna. Aviat ho fa, i el seu fill comença a plorar. Simon és capaç de calmar l'infant tocant el seu concert original al clarinet. Itzik i la seva dona es reconcilien i Simon s'acomiada d'Avrum abans d'anar a dormir.
Dina finalment pregunta més sobre la vida de Tewfiq. Quan ella aborda el tema del seu fill, ell revela que ell i el seu fill mai no es van entendre bé, cosa que ha molestat Tewfiq fins avui i que va ser el motiu probable del suïcidi del seu fill. També explica com la seva dona va acabar la seva vida, també, a causa del desamor. Ara visiblement desconcertat, Tewfiq resisteix els avenços romàntics de Dina mentre Haled arriba amb la notícia que l'autobús hi serà al matí per portar-los a Petah Tikvah. Tewfiq comença a sortir de l'habitació, molest, mentre Dina recorda solemnement el significat de la seva relació ("Something Different (Reprise)"). Una vegada que Tewfiq ha desaparegut, Haled bromeja sobre els seus ulls i ella el besa amb força.
Desconcertat, el "noi de telèfon" qüestiona la seva devoció per la seva persona estimada mentre continua esperant al telèfon de pagament. Ell i els ciutadans de Bet Hatikva desitgen la presència d'un sentit a les seves vides ja que preveuen el retorn a la normalitat ("Answer Me"). De sobte, de la mateixa manera que un "noi de telèfon" renuncia a l'esperança, el telèfon sona i parla amb la seva xicota per primera vegada en mesos.
L'endemà al matí, la banda es reuneix al cafè de Dina abans de preparar-se per pujar al següent autobús. Quan comencen a embarcar, Dina li lliura a Tewfiq un tros de paper amb "Petah Tikvah" per assegurar-se que no ho oblidi.
Més tard aquell mateix dia, la banda arriba al centre cultural àrab de Petah Tikvah. Un cop són al seu lloc, Tewfiq comença a dirigir i l'escenari es torna negre.

## Produccions Off-Broadway versus Broadway
A més de nombrosos ajustaments de guió, els arranjaments musicals de diverses cançons es van actualitzar per a la producció de Broadway. "Itzik's Lullaby", per exemple, es va canviar d'una peça en solitari a un duet parcial amb Camal cantant en àrab.

## Números musicals
Basat en el tracklist de l'enregistrament del repartiment publicat el 15 de desembre de 2017
- "Overture" – The Band
- "Waiting" – Els residents de Bet Hatikva
- "Welcome to Nowhere" – Dina, Itzik, Papi
- "It Is What It Is" – Dina
- "Beat Of Your Heart" – Avrum, Itzik, Simon, Camal
- "Soraya" – The Band (afegit per a Broadway, substituint "Aziza")
- "Omar Sharif" – Dina
- "Haj-Butrus" – The Band
- "Papi Hears the Ocean" – Papi
- "Haled's Song About Love" – Haled, Papi
- "The Park" (Dialogue Track) – Dina, Tewfiq
- "Itgara'a" – Tewfiq
- "Something Different" – Dina, Tewfiq
- "Itzik's Lullaby" – Itzik i Camal (Camal afegit per a Broadway)
- "Something Different" (Reprise) – Dina
- "Answer Me" – Telephone Guy and Ensemble
- "The Concert" – The Band

A més, la cançó "Sunny" de Boney M. s'escolta a la pista de patinatge i "My Funny Valentine" de Rodgers i Hart és interpretada per Haled a la trompeta a l'estil de Chet Baker.

## Personatges i repartiment original
| Personatge     | Off Broadway (2016)  | Broadway (2017) | Gira pels Estats Units (2019) |                 |
| -------------- | -------------------- | --------------- | ----------------------------- | --------------- |
| Dina           | Katrina Lenk         | Katrina Lenk    | Chilina Kennedy               | Chilina Kennedy |
| Tewfiq Zakaria | Tony Shalhoub        | Tony Shalhoub   | Sasson Gabai                  | Sasson Gabai    |
| Itzik          | John Cariani         | John Cariani    | Pomme Koch                    | Pomme Koch      |
| Haled          | Ari'el Stachel       | Ari'el Stachel  | Joe Joseph                    | Joe Joseph      |
| Camal          | George Abud          | George Abud     | Ronnie Malley                 | Ronnie Malley   |
| Papi           | Daniel David Stewart | Etai Benson     | Adam Gabai                    | Adam Gabai      |
| Telephone Guy  | Erik Liberman        | Adam Kantor     | Mike Cefalo                   | Mike Cefalo     |
| Zelger         | Bill Army            | Bill Army       | Or Schraiber                  | Or Schraiber    |
| Avrum          | Andrew Polk          | Andrew Polk     | David Studwell                | David Studwell  |
| Julia          | Rachel Prather       | Rachel Prather  | Sarah Kapner                  | Sarah Kapner    |
| Sammy          | Jonathan Raviv       | Jonathan Raviv  | Marc Ginsburg                 | Marc Ginsburg   |
| Anna           | Sharone Sayegh       | Sharone Sayegh  | Jennifer Apple                | Jennifer Apple  |
| Iris           | Kristen Sieh         | Kristen Sieh    | Kendal Hartse                 | Kendal Hartse   |
| Simon          | Alok Tewari          | Alok Tewari     | James Rana                    | James Rana      |

### Substitucions
- Sasson Gabai, que va originar el paper de Tewfiq a la pel·lícula, va repetir el seu paper en l'adaptació escènica a partir del 26 de juny de 2018.[20]
- Brandon Uranowitz va substituir John Cariani com Itzik el 9 d'octubre de 2018.[21]
- Janet Dacal va substituir Chilina Kennedy a la gira nacional a partir del 3 de gener de 2020.

## Resposta crítica
En la crítica de la producció de l'Off-Broadway, el Huffington Post va titllar el musical de "exquisit" i va assenyalar que Itamar Moses i David Yazbek han "creat un espectacle petit i commovedor ... [amb] profunditat de caràcter i fort sentit del lloc." El New York Times va elogiar el repartiment i va assenyalar: "Aquí no hi ha cap actuació ni cap nota cantada que se senti fora de clau ... Quan el conjunt, liderat pel senyor Liberman, lliura el número final de l'espectacle". Responeu-me, "la música adopta un brillantor harmònic transcendent que atura el cor".
Segons Forbes, a l'octubre del 2017, l'espectacle de Broadway "causava una gran impressió" amb la crítica amb les seves primeres set representacions. La producció de Broadway, que comptava amb un guió i una partitura revisats, va ser elogiada pel Twin Cities Arts Reader com "un dels millors musicals nous de l'any, dotat amb una bella partitura i actuacions emotives".." El New York Times va dir que era "un dels musicals més fascinants pels quals mai us seduirà", i també "una raresa de Broadway poques vegades es troba avui fora del cànon de Stephen Sondheim: un musical honrat a Déu per a adults. "També va elogiar l'adaptació per a l'escenari més gran, a causa d'un" equip creatiu impecablement coordinat." Deadline també va donar una crítica positiva al musical. L'única crítica de la crítica va ser que seure a molta distància al nou teatre feia que el so fos una mica confós i les línies de visió limitades.
El Chicago Tribune va donar al "estrany i nou musical de Broadway" una crítica molt positiva i va dir que es tractava d'una "peça de teatre remarcable i il·limitadament compassiva i humanista". Tablet Magazine va pensar que era "fantàstic". Entertainment Weekly també va revisar The Band's Visit positivament, elogiant la interpretació de Katrina Lenk de la propietària del cafè Dina com "enlluernadora". Va donar a la producció un A- i va dir que és "discreta, probablement millor descrita com encantadora que alteradora de la vida, però la seva escala reforça els temes morals del musical". El Washington Post va observar que "els productors no afiliats a l'espectacle diuen que estan animats per la seva carrera", ja que la producció "gairebé minimalista" estava fent bé tot i no tenir el que semblava "un gran potencial comercial obert."

## Representació
L'espectacle ha tingut un impacte positiu en els actors i el públic de l'Orient Mitjà, ja que molts se senten representats pels personatges autèntics que no són estereotips negatius. Ari'el Stachel que interpreta Haled, ho reconeix en el seu discurs després de guanyar el premi Tony al millor actor protagonista de musical: "Durant tants anys de la meva vida vaig fingir que no era una persona de l'Orient Mitjà. […] Formo part d'un elenc d'actors que mai no van creure que podrien retratar les seves pròpies races i ho estem fent. I no només això, sinó que rebem missatges de nens de tot l'Orient Mitjà agraint-nos i dient-nos fins a quin punt la nostra representació és transformadora per a ells. […] Vull que qualsevol noi que estigui mirant sàpiga que el vostre obstacle més gran es pot convertir en el vostre propòsit ".

## Enregistraments
El 15 de desembre de Sh-K-Boom Records va publicar l'enregistrament del repartiment original de Broadway. Assolí el 75è lloc a la llista Top Current Albums i el número 2 a la llista Cast Albums.

## Premis i nominacions

### Producció original de l'Off-Broadway
| Any                                 | Premi                                                    | Categoria                                                | Nominat   | Resultat |
| ----------------------------------- | -------------------------------------------------------- | -------------------------------------------------------- | --------- | -------- |
| 2017                                |                                                          |                                                          |           |          |
| Premi Drama Desk                    | Llibret de musical més destacat                          | Itamar Moses                                             | Nominat   |          |
| Premi Drama Desk                    | Director de musical més destacat                         | David Cromer                                             | Guanyador |          |
| Premi Drama Desk                    | Actor de repartiment més destacat més destacat           | Ari'el Stachel                                           | Nominat   |          |
| Premi Drama Desk                    | Lletres més destacades                                   | David Yazbek                                             | Guanyador |          |
| Premi Drama Desk                    | Música més destacada                                     | David Yazbek                                             | Guanyador |          |
| Premi Drama Desk                    | Musical més destacat                                     | Musical més destacat                                     | Nominat   |          |
| Premi Drama Desk                    | Orquestracions més destacades                            | Jamshied Sharifi                                         | Nominat   |          |
| Premis Lucille Lortel               | Actriu protagonista més destacada en un musical          | Katrina Lenk                                             | Guanyador |          |
| Premis Lucille Lortel               | Disseny de vestuari més destacat                         | Sarah Laux                                               | Nominat   |          |
| Premis Lucille Lortel               | Actor de repartiment més destacat més destacat           | Ari'el Stachel                                           | Nominat   |          |
| Premis Lucille Lortel               | Musical més destacat                                     | Musical més destacat                                     | Guanyador |          |
| Premi New York Drama Critics Circle | Millor musical                                           | Millor musical                                           | Guanyador |          |
| Premis Outer Critics Circle         | Actor més destacat a un musical                          | Tony Shalhoub                                            | Nominat   |          |
| Premis Outer Critics Circle         | Actriu més destacada a un Musical                        | Katrina Lenk                                             | Nominat   |          |
| Premis Outer Critics Circle         | Llibre de musical més destacat (Broadway o Off-Broadway) | Itamar Moses                                             | Nominat   |          |
| Premis Outer Critics Circle         | Director de musical més destacat                         | David Cromer                                             | Nominat   |          |
| Premis Outer Critics Circle         | Musical de l'Off-Broadway més destacat                   | Musical de l'Off-Broadway més destacat                   | Guanyador |          |
| Premis Outer Critics Circle         | Partitura nova més destacada (Broadway o Off-Broadway)   | David Yazbek                                             | Guanyador |          |
| Premis Outer Critics Circle         | Orquestracions més destacades (Broadway o Off-Broadway)  | Jamshied Sharifi                                         | Nominat   |          |
| Premi Theatre World                 | Premi Dorothy Loudon per l'excel·lencia al teatre        | Katrina Lenk                                             | Guanyador |          |
| Premis Off-Broadway Alliance        | Musical més destacat                                     | Musical més destacat                                     | Nominat   |          |
| Premi Obie                          | Pel teatre musical                                       | Itamar Moses (llibret) i David Yazbek (música i lletres) | Guanyador |          |
| Premi Obie                          | Direcció                                                 | David Cromer                                             | Guanyador |          |

### Producció original de Broadway
| Any  | Premi              | Categoria                                                          | Nominat                                                            | Resultat  |
| ---- | ------------------ | ------------------------------------------------------------------ | ------------------------------------------------------------------ | --------- |
| 2018 | Premis Tony        | ;illor musical                                                     | ;illor musical                                                     | Guanyador |
| 2018 | Premis Tony        | Millor llibret                                                     | Itamar Moses                                                       | Guanyador |
| 2018 | Premis Tony        | Millor partitura                                                   | David Yazbek                                                       | Guanyador |
| 2018 | Premis Tony        | Millor actor protagonista de musical                               | Tony Shalhoub                                                      | Guanyador |
| 2018 | Premis Tony        | Millor actriu protagonista de musical                              | Katrina Lenk                                                       | Guanyador |
| 2018 | Premis Tony        | Millor actor de repartiment de musical                             | Ari'el Stachel                                                     | Guanyador |
| 2018 | Premis Tony        | Millor escenografia                                                | Scott Pask                                                         | Nominat   |
| 2018 | Premis Tony        | Millor il·luminació                                                | Tyler Micoleau                                                     | Guanyador |
| 2018 | Premis Tony        | Millor so                                                          | Kai Harada                                                         | Guanyador |
| 2018 | Premis Tony        | Millor direcció de musical                                         | David Cromer                                                       | Guanyador |
| 2018 | Premis Tony        | Millors orquestracions                                             | Jamshied Sharifi                                                   | Guanyador |
| 2018 | Drama League Award | Producció d'un musical a Broadway o a l'Off-Broadway més destacada | Producció d'un musical a Broadway o a l'Off-Broadway més destacada | Guanyador |
| 2018 | Drama League Award | Premi a l'actuació distingida                                      | Katrina Lenk                                                       | Nominat   |
| 2018 | Drama League Award | Premi a l'actuació distingida                                      | Tony Shalhoub                                                      | Nominat   |
| 2018 | Premi Drama Desk   | Disseny de so més destacat                                         | Kai Harada                                                         | Guanyador |
| 2019 | Premis Grammy      | Millor àlbum de teatre musical                                     | Millor àlbum de teatre musical                                     | Guanyador |
| 2019 | Premi Daytime Emmy | Actuació musical més destacada en un programa de dia               | El repartiment de The Band's Visit a Today                         | Guanyador |